# Салем Леви, Татьяна
Татьяна Салем Леви (порт. Tatiana Salem Levy, 24 января 1979, Лиссабон) — бразильская писательница, переводчик.

## Биография
Из семьи турецких евреев, уехавших из Бразилии в Португалию в период военной диктатуры. По закону об амнистии семья вернулась в Бразилию, когда Татьяне было девять месяцев. Закончила филологический факультет Федерального университета в Рио-де-Жанейро (1999), получила степень магистра в Католическом университете (2002), её диссертация была посвящена Бланшо, Фуко и Делёзу. В период докторантуры жила во Франции и США. Переводит литературу и нон-фикшн с французского и английского.

## Книги
- A Experiência de Fora: Blanchot, Foucault e Deleuze (2003, диссертация)
- Ключ от дома/ Chave de Casa (2007, Литературная премия Сан-Паулу за лучшую книгу года в номинации Дебют)
- Primos (2010)
- Em Silêncio (2011)
- Две реки/ Dois Rios (2011, короткий список Литературной премии Сан-Паулу)

## Признание
Финалист крупнейшей национальной премии Жабути (2013). В 2012 названа журналом Granta в числе 20 лучших молодых писателей Бразилии.